# Pātāla

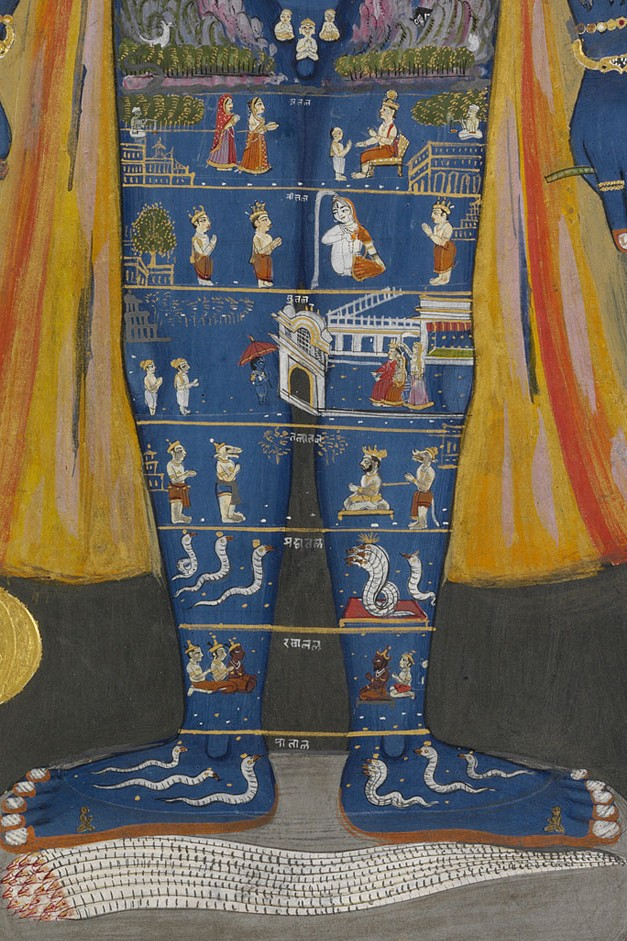
Le gambe del dio Visnù rappresentano nella cosmologia induista i pātāla

Nella cosmografia induista, i pātāla sono gli inferi, immensi regni sotterranei, da non confondere con gli inferni, indicati invece con nāraka.

## Gli inferi
Situati sotto la superficie terrestre dei sette continenti (dvipa), gli inferi sono anch'essi sette. I loro nomi, come elencati nel Vishnu Purana, sono:
- Atala ("bianco")
- Vitala ("nero")
- Nitala ("porpora")
- Gabhastimat ("giallo")
- Mahātala ("sabbioso")
- Sutala ("roccioso")
- Pātāla

Ognuno di questi regni, pieno di meravigliosi palazzi e bellezze, si estende per 10.000 yojana, equivalenti a circa 130.000 km.
Secondo una leggenda, il saggio Nārada, dopo aver visitato gli inferi, li trovò molto più deliziosi del paradiso di Indra, abbondanti di ogni genere di lusso e gratificazione sensuale.
Nonostante l'elenco riportato dal Vishnu Purana sia quello più comunemente accettato, anche altri testi hanno descritto gli inferi.
Nel Padma Purana, gli inferi ed i loro abitanti e sovrani sono:
- Atala, governato da Mahamaya
- Vitala, governato da una forma di Shiva chiamata Hatakeswara
- Sutala, governato da Bali
- Talatala, governato da Maya
- Mahātala, dove vivono i grandi serpenti (mahoraga)
- Rasatala, dove dimorano i Daitya e i Danava
- Pātāla, dove Vasuki regna sui Nāga

Secondo lo Shiva Purana invece, esistono otto inferi i cui nomi sono:
- Pātāla
- Tala
- Atala
- Vitala
- Tala
- Vidhipatala
- Sarkarabhumi
- Vijaya